# Qualifications pour la Coupe du monde de rugby à sept 2018
Navigation
Qualifications Coupe du monde 2013
Les qualifications pour la Coupe du monde de rugby à sept 2018 permettent de qualifier les équipes non directement qualifiées pour la septième édition de la Coupe du monde de rugby à sept, édition se déroulant en juillet 2018 à San Francisco aux États-Unis.

## Système
Les quarts de finaliste de la précédente édition de la Coupe du monde sont qualifiés d'office, ce qui représente huit équipes. Le pays hôte, les États-Unis, sont également qualifiés d'office. Les quatre premières équipes des World Rugby Sevens Series 2016-2017, hors sélections déjà qualifiées, obtiennent une place de qualification. Les onze autres places sont décernées en fonction de qualifications régionales.

## Équipes qualifiées
| Compétition            | Date                           | Lieu               | Places | Qualifiés                 |
| ---------------------- | ------------------------------ | ------------------ | ------ | ------------------------- |
| Pays organisateur      |                                |                    | 1      | États-Unis                |
| Coupe du monde 2013    | 28 au 30 juin 2013             | Moscou, Russie     | 8      | Nouvelle-Zélande          |
| Coupe du monde 2013    | 28 au 30 juin 2013             | Moscou, Russie     | 8      | Angleterre                |
| Coupe du monde 2013    | 28 au 30 juin 2013             | Moscou, Russie     | 8      | Fidji                     |
| Coupe du monde 2013    | 28 au 30 juin 2013             | Moscou, Russie     | 8      | Kenya                     |
| Coupe du monde 2013    | 28 au 30 juin 2013             | Moscou, Russie     | 8      | Afrique du Sud            |
| Coupe du monde 2013    | 28 au 30 juin 2013             | Moscou, Russie     | 8      | Australie                 |
| Coupe du monde 2013    | 28 au 30 juin 2013             | Moscou, Russie     | 8      | France                    |
| Coupe du monde 2013    | 28 au 30 juin 2013             | Moscou, Russie     | 8      | Pays de Galles            |
| World Series 2016-2017 | 2 décembre 2016 au 21 mai 2017 | Multiple           | 4      | Écosse                    |
| World Series 2016-2017 | 2 décembre 2016 au 21 mai 2017 | Multiple           | 4      | Canada                    |
| World Series 2016-2017 | 2 décembre 2016 au 21 mai 2017 | Multiple           | 4      | Argentine                 |
| World Series 2016-2017 | 2 décembre 2016 au 21 mai 2017 | Multiple           | 4      | Samoa                     |
| Europe                 | 3 juin au 16 juillet 2017      | Multiple           | 2      | Russie                    |
| Europe                 | 3 juin au 16 juillet 2017      | Multiple           | 2      | Irlande                   |
| Afrique                | 7 octobre 2017                 | Kampala, Ouganda   | 2      | Ouganda                   |
| Afrique                | 7 octobre 2017                 | Kampala, Ouganda   | 2      | Zimbabwe                  |
| Asie                   | 2 septembre au 14 octobre 2017 | Multiple           | 2      | Japon                     |
| Asie                   | 2 septembre au 14 octobre 2017 | Multiple           | 2      | Hong Kong                 |
| Océanie                | 11 novembre 2017               | Suva, Fidji        | 1      | Papouasie-Nouvelle-Guinée |
| Océanie                | 9 décembre 2017                | Port-Vila, Vanuatu | 1      | Tonga                     |
| Amérique du Nord       | 26 novembre 2017               | Mexico, Mexique    | 1      | Jamaïque                  |
| Amérique du Sud        | 14 janvier 2018                | Multiple           | 2      | Uruguay                   |
| Amérique du Sud        | 14 janvier 2018                | Multiple           | 2      | Chili                     |
| Total                  |                                |                    | 24     |                           |

## Qualifications

### Coupe du monde
Les huit quart de finaliste de la Coupe du monde 2013 qui s'était déroulée à Moscou en Russie, sont qualifiés.
|  | Quarts de finale | Quarts de finale |                  |       | Demi-finales           | Demi-finales |  |  | Finale | Finale |
|  | Quarts de finale | Quarts de finale |                  |       | Demi-finales           | Demi-finales |  |  | Finale | Finale |
|  |                  |                  |                  |       |                        |              |  |  |        |        |
|  |                  |                  |                  |       |                        |              |  |  |        |        |
|  |                  |                  |                  |       |                        |              |  |  |        |        |
|  | Afrique du Sud   | 10               |                  |       |                        |              |  |  |        |        |
|  | Afrique du Sud   | 10               |                  |       |                        |              |  |  |        |        |
|  | Fidji            | 12               |                  |       |                        |              |  |  |        |        |
|  | Fidji            | 12               | Fidji            | 0     |                        |              |  |  |        |        |
|  |                  |                  | Fidji            | 0     |                        |              |  |  |        |        |
|  |                  | Nouvelle-Zélande | 17               |       |                        |              |  |  |        |        |
|  | Nouvelle-Zélande | Nouvelle-Zélande | 17               | 26    |                        |              |  |  |        |        |
|  | Nouvelle-Zélande |                  |                  | 26    |                        |              |  |  |        |        |
|  | Pays de Galles   | 10               |                  |       |                        |              |  |  |        |        |
|  | Pays de Galles   | 10               | Nouvelle-Zélande | 33    |                        |              |  |  |        |        |
|  |                  |                  | Nouvelle-Zélande | 33    |                        |              |  |  |        |        |
|  |                  | Angleterre       | 0                |       |                        |              |  |  |        |        |
|  | Angleterre       | Angleterre       | 0                | 21    |                        |              |  |  |        |        |
|  | Angleterre       |                  |                  | 21    |                        |              |  |  |        |        |
|  | Australie        | 17               |                  |       |                        |              |  |  |        |        |
|  | Australie        | 17               | Angleterre       | 12    |                        |              |  |  |        |        |
|  |                  |                  | Angleterre       | 12    | Match pour la 3e place |              |  |  |        |        |
|  |                  | Kenya            | 5                |       |                        |              |  |  |        |        |
|  | Kenya (a.p.)     | Kenya            | 5                | 24    |                        |              |  |  |        |        |
|  | Kenya (a.p.)     |                  |                  | 24    |                        |              |  |  |        |        |
|  | France           | 19               |                  | Fidji | 29                     |              |  |  |        |        |
|  | France           | 19               |                  | Fidji | 29                     |              |  |  |        |        |
|  |                  |                  |                  |       |                        |              |  |  | Kenya  | 5      |
|  |                  |                  |                  |       |                        |              |  |  | Kenya  | 5      |

### World Series
Les quatre premières places de la compétition sont qualificatives pour la Coupe du monde.
| Classement général | Classement général | Classement général | Classement général | Classement général | Classement général | Classement général | Classement général | Classement général | Classement général | Classement général | Classement général | Classement général |
| Pos.               | Équipes            | Dubaï              | Le Cap             | Wellington         | Sydney             | Las Vegas          | Vancouver          | Hong Kong          | Singapour          | Paris              | Londres            | Points total       |
| ------------------ | ------------------ | ------------------ | ------------------ | ------------------ | ------------------ | ------------------ | ------------------ | ------------------ | ------------------ | ------------------ | ------------------ | ------------------ |
| 7                  | Écosse             | 12                 | 15                 | 17                 | 1                  | 5                  | 3                  | 8                  | 7                  | 19                 | 22                 | 109                |
| 8                  | Canada             | 3                  | 3                  | 15                 | 3                  | 10                 | 10                 | 10                 | 22                 | 5                  | 17                 | 98                 |
| 9                  | Argentine          | 5                  | 7                  | 13                 | 10                 | 10                 | 12                 | 12                 | 3                  | 8                  | 10                 | 90                 |
| 13                 | Samoa              | 7                  | 1                  | 3                  | 5                  | 7                  | 7                  | 1                  | 5                  | 12                 | 3                  | 51                 |

### Europe
Douze équipes européennes disputent les Seven's Grand Prix Series 2017 dont les deux premières places sont qualificatives. La compétition est une série de quatre tournois se disputant au travers de l'Europe.
| Pos.               | Équipes        | Moscou | Łódź | Clermont | Exeter | Points |
| ------------------ | -------------- | ------ | ---- | -------- | ------ | ------ |
| Médaille d'or      | Russie         | 16     | 20   | 18       | 20     | 74     |
| Médaille d'argent  | Irlande        | 20     | 16   | 20       | 16     | 72     |
| Médaille de bronze | Espagne        | 18     | 18   | 16       | 6      | 58     |
| 4                  | Pays de Galles | 3      | 14   | 12       | 18     | 47     |
| 5                  | Allemagne      | 8      | 12   | 14       | 8      | 42     |
| 6                  | France         | 12     | 8    | 10       | 4      | 34     |
| 7                  | Géorgie        | 6      | 6    | 6        | 12     | 30     |
| 8                  | Portugal       | 10     | 2    | 1        | 14     | 27     |
| 9                  | Angleterre     | 4      | 10   | 3        | 10     | 27     |
| 10                 | Italie         | 14     | 4    | 4        | 3      | 22     |
| 11                 | Belgique       | 2      | 3    | 8        | 2      | 15     |
| 12                 | Pologne        | 1      | 1    | 2        | 1      | 5      |

### Afrique
Les deux places qualificatives de la zone africaine se disputent sur un unique tournoi, le championnat d'Afrique 2017 (en), se déroulant les 6 et 7 octobre 2017 à Kampala en Ouganda.
| Rank               | Team       |
| ------------------ | ---------- |
| Médaille d'or      | Ouganda    |
| Médaille d'argent  | Zimbabwe   |
| Médaille de bronze | Madagascar |
| 4                  | Zambie     |
| 5                  | Tunisie    |
| 6                  | Sénégal    |
| 7                  | Maroc      |
| 8                  | Botswana   |
| 9                  | Ghana      |
| 10                 | Maurice    |

### Asie
Les qualifications asiatiques se déroulent sur trois tournois, les Asian Sevens Series 2017 (en), du 1er septembre au 15 octobre. Les deux premiers sont qualifiés.
| Pos.               | Équipes        | Hong Kong | Incheon | Colombo | Points |
| ------------------ | -------------- | --------- | ------- | ------- | ------ |
| Médaille d'or      | Japon          | 12        | 10      | 10      | 32     |
| Médaille d'argent  | Hong Kong      | 10        | 8       | 12      | 30     |
| Médaille de bronze | Corée du Sud   | 8         | 12      | 7       | 27     |
| 4                  | Sri Lanka      | 5         | 5       | 8       | 18     |
| 5                  | Chine          | 7         | 7       | 2       | 16     |
| 6                  | Philippines    | 4         | 2       | 5       | 11     |
| 7                  | Malaisie       | 2         | 4       | 4       | 10     |
| 8                  | Taipei chinois | 1         | 1       | 1       | 3      |

### Océanie
Les qualifications de la zone Océanie se déroulent sur deux tournois :
- Oceania Rugby Men's Sevens (en), Suva (Fidji), les 10 et 11 novembre 2017 : qualification de la  Papouasie-Nouvelle-Guinée
- Pacific Mini Games, Port-Vila (Vanuatu), les 8 et 9 décembre 2017 : qualification du  Tonga.

| Oceania Sevens     |                                 |
| Rank               | Team                            |
| Médaille d'or      | Fidji                           |
| Médaille d'argent  | Nouvelle-Zélande                |
| Médaille de bronze | Australie Samoa                 |
| 5                  | Papouasie-Nouvelle-Guinée       |
| 6                  | Îles Cook                       |
| 7                  | Samoa américaines Tonga         |
| 9                  | Nouvelle-Calédonie Îles Salomon |
| 11                 | Nauru Vanuatu                   |
| 13                 | Tuvalu                          |

| Pacific Mini Games |                    |
| Rank               | Team               |
| Médaille d'or      | Samoa              |
| Médaille d'argent  | Fidji              |
| Médaille de bronze | Tonga              |
| 4                  | Îles Salomon       |
| 5                  | Nouvelle-Calédonie |
| 6                  | Nauru              |
| 7                  | Vanuatu            |
| 8                  | Niue               |
| 9                  | Wallis-et-Futuna   |
| 10                 | Tuvalu             |

### Amérique du Nord
Le tournoi de qualification Rugby Americas North Men's Sevens 2017 (en) se tient à Mexico au Mexique du 25 au 26 novembre 2017. Une seule équipe est qualifiée.
| Rank               | Team                      |
| ------------------ | ------------------------- |
| Médaille d'or      | Jamaïque                  |
| Médaille d'argent  | Guyana                    |
| Médaille de bronze | Mexique                   |
| 4                  | Trinité-et-Tobago         |
| 5                  | Îles Caïmans              |
| 6                  | Bermudes                  |
| 7                  | Barbade                   |
| 8                  | République dominicaine    |
| 9                  | Îles Vierges britanniques |
| 10                 | Curaçao                   |

### Amérique du Sud
Le tournoi de rugby à sept de l'édition 2017 des Bolivarian Games (en) qui s'est déroulé du 19 au 21 novembre 2017 à Santa Marta (Colombie) permit au Paraguay de se pré-qualifier pour le tournoi de qualification de la zone Amérique du Sud, rejoignant les équipes à sept d'Argentine (déjà qualifiée via les World Series 2017), du Brésil, du Chili, de la Colombie, de l'Uruguay, et des équipes ou sélections invitées d'Amérique du Nord, d'Europe et d'Afrique du Sud .

Ce tournoi de qualification Sudamerica Rugby Men's Sevens 2018 (en) se déroule en deux étapes du 6 au 14 janvier 2018 à Punta del Este (Uruguay) et Viña del Mar (Chili). Les deux équipes classées troisième et quatrième sont qualifiées :  Uruguay et  Chili .